# アリゾナ州の歴史
アリゾナ州の歴史（アリゾナしゅうのれきし）では、アメリカ合衆国アリゾナ州地域史について詳述する。

## 概要
最初のインディアンは紀元前1万6000年から紀元前1万年の間にアリゾナに到着し、ヨーロッパ人による記録としてのアリゾナ州の歴史は、フランシスコ会のマルコス・デ・ニサが1539年に地域を探検した時に始まった。フランシスコ・バスケス・デ・コロナドの遠征はシボラの探索の間の1540年から1542年にこの地域に入った。エウセビオ・フランシスコ・キノ神父は一連のミッション(伝道所)を展開し、1690年代と18世紀のはじめにピメリア・アルタ(現在のアリゾナ州南部とソノラ州北部)でインディアンにキリスト教を教えた。スペインは1752年トゥバクに、1775年ツーソンに、それぞれ要塞化した町(プレシディオ)を創設した。
1821年のメキシコのスペインからの独立宣言の際に、現在のアリゾナ州のすべては、メキシコのビエハ・カリフォルニア州の一部となった。アメリカ合衆国は1848年の米墨戦争の終わりに、アリゾナ州の大部分を所有し、ヒラ川下流域の土地はメキシコからガズデン購入により取得した。1863年2月24日に別々の領土に編入されるまで、アリゾナはニューメキシコ準州の一部として統治された。
1912年2月14日、アリゾナは公式に連邦へ承認され、アメリカ合衆国の州となった。
フェニックスは、第二次世界大戦中のドイツ軍とイタリア軍の戦争捕虜キャンプの場所であった。キャンプのあった場所は戦後にメイタグ一族に購入され、現在はフェニックス動物園になっている。また、戦時強制収容局の、2番目に大きい日系アメリカ人の強制収容キャンプ(ポストン)と3番目に大きいそれ(ヒラ川)が位置していた。

## 前史

### パレオ・インディアン期[1]と古期の人々
現存している最も良好な考古学と地質学の資料によれば、旧石器時代の紀元前1万6000年から紀元前1万年の間のある時期に、マンモス狩猟民は、家族単位で北アメリカ大陸の北西部へ移動したことがわかっている。アラスカ中央部で初めは氷河に遮られていたが、氷期後期の一時的な氷河後退で、カナダ北西部の通路が開け、一団は大陸の他の部分に四方八方に広がることになった。アメリカ合衆国南西部での最も初期の人類の明らかな証拠は、一連の旧石器時代の有樋石槍尖頭器である。一部の科学者は、女性、男性と子供たちの小集団がマンモス狩猟民よりも1万年から2万年早く、アリゾナ南西部とメキシコ北西部の砂漠をめぐっていたことを示している。
地球科学者のポール・マーティンの意見では、クローヴィス尖頭器 で武装したこれらの一団は、マンモス、ラクダ、地上性ナマケモノ、馬に遭遇した。これらの種が洗練された大型動物狩猟者と直面することがなかったのは、紀元前8000年までに北アメリカの大型の氷期哺乳類の種がほとんどすべて急速に系統的に虐殺された「更新世の大量殺戮」によるものであった。ある意味で、マンモスを追い求めた狩猟民は、ただひとつの資源を使い果たすかまたは消滅されるまで容赦なく殺し食料にして、最初のアリゾナの多くの一時的活況の波を表したとも言える。
考古学では、大型動物狩猟民と古期の2世紀の土器を製作する社会が出現するまでの時期差は7,000年間あるとしている。古期の集団のほとんどは山、砂漠、台地の中で季節的な移動によって狩猟採集をし、一つのものを追い求めるよりもむしろ多様なもので生きていくことで生きながらえた。彼らは狩猟を放棄しなかったが、野生の植物と小動物が大きな度合いを占めた。彼らの道具が変化し、潰したりぶつ切りにする道具が普通になったことは、種子、果実、植物といったものが彼らの食料の大きな比重を占めていた兆候である。
気候の変化によって、人々は生活の糧を大型動物の狩猟に頼ることから転換すること余儀なくされた。最初の大型動物狩猟民がアリゾナに入った時、森林は今日よりも1000m弱 低い場所にあった。ソノラ砂漠では、ピニョン松、杜松、オークの森林地帯が、フェニックスのキャメルバック山のふもとと同じ高度の約550m の地点まで広がっていた。砂漠草原は、ヨシュア木、ベアグラス、ユッカが下の谷を埋め尽くした。コロラド高原には大規模なポンデローサ松の森林は存在しなかった。その代わりに、モゴヨン・リムにはダグラスファー、アオトウヒ、ロッキー山脈杜松など、今日高い高度での植生の特徴である樹木が混合した球果植物類が広がった。多くの人々の心にアリゾナの象徴として位置づけられる植物である巨大なサワロは、主に現在のメキシコで生育していた。
気温が上昇して、降水量が季節によって変動し始めると、植生にも大きな変化が起ってきた。当時のアリゾナ南東部では、多くの川がどんどん乾燥していったために、クローヴィス人が獲物として追い求めるマンモスやその他の氷期の動物たちは川や水たまりの周りに集中するようになった。つまりこの地域の乾燥の増大は、大型哺乳動物を専門に追い求めた狩猟民の到着と同時に起こった。気候と人間が、これらの種を絶滅させるために共に作用したという可能性はある。
氷期後期が終わった後にアリゾナはさらに乾燥した地域になった。夏はより湿気が高くしかし暖かくなったので、雨が降ってもすぐに蒸発した。冬の乾燥はきびしくなって、より少ない水分でも生育できる植物しか生き残れなくなった。アリゾナ州南部では、森林地帯が砂漠草原に変わり、砂漠草原は砂漠潅木地帯に変わった。サワロやブリットルブッシュのような重要なソノラ砂漠の植物種は、南方からアリゾナに再び浸透し、ポンデロサの森林とピニョン松、杜松、オークの森林はコロラド高原に後退した。紀元前2000年までには、現代のアリゾナの植物群落は確立され、現代の気候は行き渡った。
アリゾナの古期前半の人々は、それらを変えようとするよりもむしろそれらに適合することで変化を乗り切った。森林地帯で、彼らは7月と8月にドングリを集め、11月にはピニョン松の木の実と杜松の果実を集めた。砂漠では、アカザやハゲイトウといった一年生の植物の葉を摘んだ。彼らはまた毎年春に岩に彫られた穴でリュウゼツランをあぶり、夏にはサボテンの果実を集めてメスキートのサヤを収穫した。点在する季節の資源への彼らの依存のため、古期の集団は定住しなかった。その代わりに、彼らは水と野生の食物を探すためにキャンプからキャンプへ移動した。
彼らの道具は当時の経済を反映している。磨石と石皿は種子を押しつぶして粉にするのに使用され、スクレーパー(掻器)は獣皮と木に用いられ、より初期のクローヴィスやフォルサム尖頭器よりも小さくて粗雑な石製矢じりは動物の狩猟に用いられた。異なった場所のこのような道具のさまざまな割合は、特定の資源を利用するために異なった環境ゾーンの間を人々が前後に動いていたことを示唆している。古期の人々は、超自然的な力への驚きと探索のために、それらの容量を示した人工物を作成した。長さ3m強から30m強 のIntaglioという墳丘を伴う土坑墓 が、カリフォルニア南東部とアリゾナ南西部のコロラド川の両側で見られる。それらの多くはガラガラヘビ、雷神鳥、ファルス(男根像)、そして人間などを様式化して象っている。

### 農業の導入
古期のほとんど時期において、人々はどのような基本的な方法でも自然環境を変えることができなかった。多くの考古学者は、アリゾナの古期文化が最後のそれであると仮定した。考古学者は、領域の外側の集団、特にメソアメリカの集団が、合衆国南西部に農業のような大きな革新を紹介したと信じた。このモデルによると、トウモロコシは、モゴヨンとして知られる前ヒスパニック文化圏のニューメキシコ西部とアリゾナ東部の高地で、初めて南西部に根を生やした。紀元前3500年には、古期の人々はバット・ケイヴのような場所で小さくて原始的なトウモロコシの品種を育て始めた。そこから、トウモロコシはソノラ砂漠のようなもっと乾燥した低地へとゆっくりと広がった。
1980年代の間、これらの初期のトウモロコシの年代について質量分析法の技術を用いた放射性炭素年代測定での特定が試みられた。その結果、バット洞窟や他の高地から出た初期のとうもろこしは、およそ紀元前1000年に出現したことが明らかになり、以前に考えられていたよりも2500年も新しかった。アリゾナ州南部で掘削された多くの場所が、ほぼ同時期に古期の農家がツーソン・ベイスンでトウモロコシを栽培していたことを示した。例えば、タンケ・ベルデ・クリーク沿いのミラグロ遺跡は、古期後期の人々が紀元前850年頃に竪穴建物を建て、ベルの形をした貯蔵穴を掘り、トウモロコシを植えた。そして古期の集団は、すでにおよそ3000年前に食物採集民から食糧生産者へと変遷し始めていた。また、彼らには、貯蔵場所やより恒久的な居住、より大きい入植地、そして墓地までもある、半定住の農耕生活に伴う文化的な多くの特徴があった。
農耕の初期の到来にもかかわらず、後期の古期の集団はまだほとんど自然環境への統制を及ぼしていなかった。その上、野生の食物資源は陶器の発明と灌漑の発展の後にも、食事の重要な部分として残っていた。農業の導入は、最も大きな古期社会でさえも、狩猟と採集生活の完全な放棄を決してもたらさなかった。1千年紀の間、古代プエブロ人、ホホカム、モゴヨンという少なくとも三つの大きな文化がアメリカ南西部に栄えた。これらの三つの文化はその建築と陶芸が有名である。

## スペイン人による植民地化
最初のヨーロッパ人の訪問者が1528年にアリゾナに来たかもしれないが、もっとも影響を与えた初期のスペイン領アリゾナへの遠征はマルコス・デ・ニサとフランシスコ・バスケス・デ・コロナドのそれである。初期のスペイン人探検家の目的は、シボラのような伝説の町と銅と銀の豊富な鉱床で、後年移住者と坑夫を地域に引きつけることとなった。これらの遠征はアリゾナにコロンブス交換を引き起こし、天然痘の広範囲にわたるインディアンの間の流行に通じた。初期のヨーロッパ人のアリゾナ遠征でのインディアンの歴史は見つけにくいが、オオダムの暦杖(calendar stick)は、干ばつや侵略、洪水などのソースとして使用できる、有名な事件を記録する伝統的な方法だった。
アリゾナの初期のフランシスコ会とイエズス会は、インディアンを改宗させるために、地域の周りにサン・シャビエル・デル・バクのような伝道所を頻繁に設立した。ピメリア・アルタ周辺の宣教師エウセビオ・キノは、先住民と贈り物を交換して問答し、辺境地での出来事の動向を抑えるために偵察として使用した。1680年、プエブロの反乱が一時的にニューメキシコ北部からスペイン人を追い出したが、1694年には再び占領された。

## スペイン領アリゾナ
17世紀後半にスペインは彼ら自身の町を持っていなかったが、アリゾナ採鉱キャンプの周りの銀の鉱床の発見に引きつけられて、入植者は確実に地域に入り始めた。フアン・バウティスタ・デ・アンサが、それらが単に埋蔵された財宝であったと告知すると、入植者のほとんどは去ったが、いくつかは居残って自給自足の農家となった。18世紀中頃、アリゾナの開拓者たちは彼らの領土を北方に拡大しようとしたが、家畜のために彼らの村を襲撃し始めていたインディアンのパパゴとアパッチによって妨げられた。1765年、ブルボン改革が始まり、カルロス3世 (スペイン王)による北部辺境の要塞の大きな転換が行われた。イエズス会は地域から追放され、フランシスコ会が彼らの伝道所に位置を取った。1780年代と1790年代に、スペインはアパッチが攻撃しないように彼らの平和キャンプの設置と、アパッチに食糧を提供する計画を開始し、スペイン領は北方に拡大することができた。
スペイン領アリゾナの時代はほとんどが自給自足の経済で、時々小さな金と銀の採掘作業が行われていた。

## メキシコ領アリゾナ
1821年、メキシコは10年間の戦争の後にスペインからの独立を勝ち取った。革命は植民地の銀の採鉱産業を破壊し、国庫を破産させた。北方の辺境地沿いでは、伝道所、要塞、アパッチ平和キャンプを支えていた基金はほとんど底をついていた。結果として、アパッチは再び襲撃を開始し、馬の群れを略奪し、要塞の壁の外で捕らえた者を誰彼かまわず殺害した。伝道所が衰え始めた時、メキシコはより多くの土地を競売にかけ始め、領土が拡大するにつれてピメリア・アルタとアパッチェリアの土地は縮小し始めた。
アメリカのマウンテンマンたちはこの地域に入り始め、毛皮の目的のためにビーバーの罠猟を当てにした。1846年、マニフェスト・デスティニーの主義と係争地域の占領は、アメリカ合衆国を米墨戦争の開始に導いた。アメリカ合衆国はメキシコシティを占領し、新たに設立されたメキシコ共和国に、後のアリゾナ州を含む北半分の領地をあきらめさせた。1848年のグアダルーペ・イダルゴ条約では、アメリカがメキシコに1500万ドルの補償金を支払うと指定された。1849年、カリフォルニア・ゴールドラッシュによって地域には5万人もの坑夫が訪れ、アリゾナの人口の大きなブームを引き起こした。1853年、フランクリン・ピアース大統領は、メキシコシティにサンタ・アナとの交渉のためジェームズ・ガズデンを派遣し、アメリカ合衆国はガズデン購入によりアリゾナの残りのエリアとニューメキシコを購入した。

## アメリカ合衆国のアリゾナ準州
1861年3月16日、ニューメキシコ準州の南半分は合衆国からの独立を宣言した。アメリカ連合国アリゾナ準州は、カリフォルニア南部を連合国に参加させる特別な意図とともに、太平洋へアクセスできる有益なルートとみなされた。1860年、カリフォルニア南部は、残りのカリフォルニアからの脱退のためのすべての法的な障害をきれいにして、新しい合衆国の領地として承認されることを望んでいたが、それは決して具体化されることはなかった。当時人口がまばらであっカリフォルニア南部は、南軍のシンパの温床であった。ピカチョ峠の戦いは、南北戦争でアメリカ連合国が戦った最も西の戦闘で、アリゾナで戦われた唯一の大きな戦闘であった。(南北戦争の最西の戦闘はカリフォルニア州サンノゼで行われた)。戦争の間、合衆国の要塞はニューメキシコへ移動し、アリゾナはインディアンの攻撃に傷つきやすい状態で置かれた。米墨戦争の時の彼らの同盟があったにもかかわらず、インディアンとアメリカ人入植者との間の戦闘が始まり、インディアン部族の大部分が居留地へと移動することになった。
蒸気船、採鉱、牛、および汽車は、アリゾナの経済の要点となり、試掘者が金鉱を発見するとブームタウンが形成され、坑夫が去ったらブームタウンはゴーストタウンとなった。米墨戦争後のまもない時期の間、まだアリゾナでの大多数を占めていたメキシコ人たちは、採鉱労働力人口のほとんどを構成した。
1877年の砂漠法は、入植者に2.6平方キロの土地を与え、地域には人々が押し寄せた。
1900年代、アリゾナは、アメリカ合衆国上院を支配し続けていた共和党の計画により、ニューメキシコの一部として連邦に加入するところであった。ニューメキシコの大多数に受け入れられていたその計画は、アリゾナに住んでいるかなりの多数に拒絶された。1912年2月14日、アリゾナは最終的に合衆国の48番目の州として連邦に加入した。同年、州の女性は参政権を獲得した。

## 世界恐慌と世界大戦
1917年、アメリカ合衆国は第一次世界大戦を開始し、その結果アリゾナの経済は活況を呈した。世界恐慌を通じて苦しんだ後、第二次世界大戦後のニューディール政策とその他の経済ブームの実現はアリゾナに安定した状態をもたらした。
この時間枠の間、綿、銅、農業といった産業は州で繁栄した。軍はフェニックスとツーソンを基地と軍学校で使用し始め、軍がコミュニティの最大の収入源となった。一時、チャーター政府委員会は選挙に圧勝した。軍出身のバリー・ゴールドウォーターやサンドラ・デイ・オコーナーは、後に司法と政治で成功を収めた。
戦争中、その内陸に位置していることと空襲から身を守るために、人々は国の他の地域からもアリゾナに移動し始めた。1946年、アリゾナは労働権確立法を実施し、労働者は組合に参加するか財政上の支援をするか決めることができるようになった。メキシコ人はシフト毎の収入が1.15ドル少なかった二元的な賃金体系は廃止された。1948年、アリゾナのハイテク産業は開始し、モトローラはフェニックスに最初の工場のひとつを建設した。1948年、20年間「州の中庭」で資格を取り上げられていたインディアンが選挙権を獲得した。

## 最近の出来事

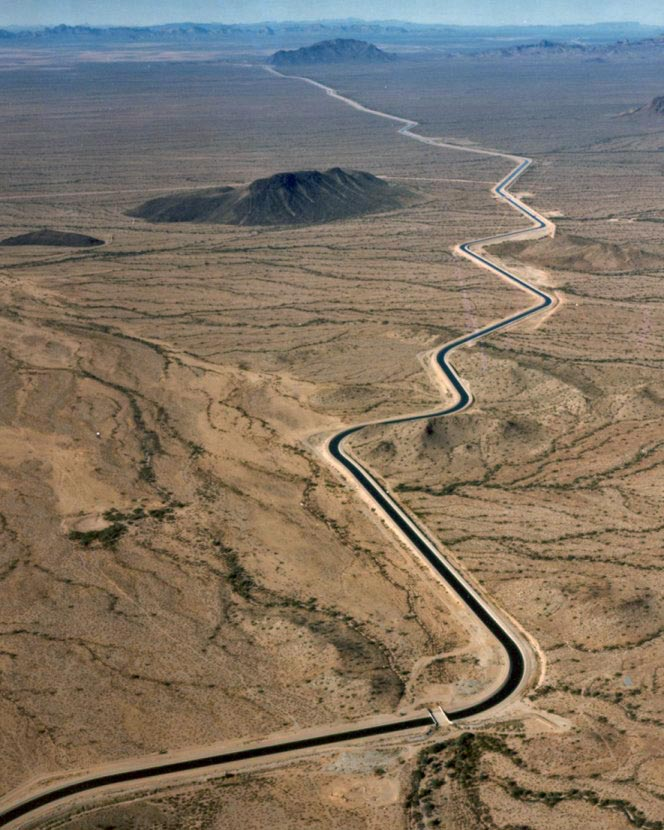
長さ541kmの運河を引いたセントラル・アリゾナ・プロジェクトの航空写真

近年、アリゾナは、フロリダのような、主要な温かい天候の観光地と引退後の目的地になった。観光産業の主要部分はグランドキャニオンの存在に基づいている。
1963年、アメリカ合衆国最高裁は、アリゾナのコロラド川の占有に関する論争において、カリフォルニアよりもアリゾナを支持した。判決の5年後、セントラル・アリゾナ・プロジェクトの建設の認可が下り、1991年にようやく完成した。
アリゾナ出身の共和党上院議員のバリー・ゴールドウォーターは、1964年に、ウィリアム・エドワード・ミラーを伴走候補として大統領選挙に立候補した。ジョン・F・ケネディ暗殺事件のために、気がつくとゴールドウォーターは殺された大統領の後継者とぶつかる難しい立場にいて、リンドン・B・ジョンソンに完敗した。ゴールドウォーターは一般投票の38.4%、選挙人投票ではアリゾナ州の5票を含むちょうど5つの州で勝てたのみだった。
1988年、アリゾナ州知事のエヴァン・ミカムが告発された。ミカムはマネーロンダリングの罪に直面した。35万ドルの政治運動債務を隠そうとし、自身が奮闘する自動車販売代理店の支援のために6万ドルの州費を借りて、州の職員によってなされた殺人予告の調査を妨害しようとしたことで告発された。ローズ・モフォードがアリゾナ州知事として彼の後を継ぎ、最初の役職を務める女性となった。
ミカムはキング牧師記念日の休日の制定をキャンセルしたことで州の公務員にはすでに不人気であった。この休日は1972年に元州上院議員のクローヴス・キャンベルが最初に提案した。数度の提案の最初には、法律は立法府で可決されなかったため、アリゾナ州はスーパーボウルを主催する機会と同様に、これらのイベントから自然と来る州の観光と他の利益を失った。ブルース・バビット知事は州の職員に行政命令で休暇を与えたが、しかしミカムは後になって、祝日は違法に作られたものという州の司法長官の公式の意見に基づいて、ちょうど祝日の一週間前に命令を取り消した。
1989年に法律が可決され、ローズ・モフォードはマーティン・ルーサー・キング・ジュニアを讃える州の有給休暇を定めたその法律に署名し、州がスーパーボウルを主催することを可能にした。伝統的アメリカ価値のアメリカ人(Americans for Traditional American Values)の議長は、キング牧師は社会主義者で女たらしであることを責め、法律に反対する陳情書を提出した。1990年に、キング牧師記念日とコロンブス記念日のそれぞれ2つの祝日を祝うか、コロンブス記念日をキング牧師記念日と交換するか、という2つのイニシアチブが投票で問われ、両方とも否認された。1992年、観光客のボイコットと第27回スーパーボウルの主催の機会の喪失に直面し、アリゾナ州の有権者の61%は、キング牧師記念日/公民権記念日の祝日に、公務員への支払いを正式に承認した。その祝日が承認された合衆国で49番目の州となり、そして有権者がキング牧師記念日を州の公務員の有給の休暇として許容した最初の州となった。第30回スーパーボウルは後に1996年にテンピで行われ、2008年には第42回スーパーボウルがグレンデールで開催された。
モフォードの知事の後継者のファイフ・シミントンは、銀行詐欺の容疑で1997年に辞職した。彼の容疑は後にひっくり返され、次にクリントン大統領によって許された。2005年8月17日、アリゾナとニューメキシコの両知事は、彼らの州のメキシコと接する郡に非常事態を宣言した。両方の知事は、非常事態宣言の理由として、暴力、不法移住、麻薬密輸、合衆国とメキシコ政府双方の無活動を引用した。アリゾナ州知事のジャネット・ナポリターノは災害基金から境界の郡に150万ドルを支援し、ニューメキシコ州知事のビル・リチャードソンは175万ドルを提供した。